# ОШ „Јован Цвијић” Дебрц
ОШ „Јован Цвијић” је основна школа која се налази у насељу Дебрц, општина Владимирци. Основана је 1892. године. Школа има 8 издвојених одељења: Бељин, Драгојевац, Звезд, Јазовник, Месарци, Прово, Суво Село и Трбушац.

## Опште информације
У школи је ангажовано 72 радника од чега 54 су у непосредној настави а остало је ваннаставни кадар у који спада управa школе, стручна служба и помоћни радници.
Школа у Дебрцу наставу изводи у две смене а у осталим школским јединицама се изводи једносменски рад. У склопу матичне школе налази се и школска библиотека и дигитални кабинет.

## Историјат
Почетак утемељења школе у Дебрцу је било 1892. године.
Данашња зграда је изграђена 1910. године долази до градње школске зграде на данашњој локацији.
Та зграда је и сада у функцији школе у нешто преуређеном облику и у њој се налази фискултурна сала, кабинет за техничко, канцеларија стручне службе.
Од 1962. године школа носи име великог научника Јована Цвијића.*
У свом саставу школа има 9 јединица са 397 ученика распоређених у матичну школу и подручна оделења:
1. Дебрц – централа (I/1, II/1, III/1, IV/1, V/1, V/2, VI/1, VI/2, VII/1, VII/2, VIII/1, VIII/2)
2. Прово- подручна 8-разредна школа ( I/2,II/2,III/2, IV/2, V/3, VI/3, VII/3, VIII/3)
3. Бељин – 1 комбинациа од три разреда (II,III,IV)
4. Драгојевац – 2 комбинације од два разреда (I-III, II-IV)
5. Звезд – 2 комбинације од два разреда  (I-IV, II-III )
6. Јазовник – 1 комбинацијa (II-IV) , два чиста одељења 1. И 3. разред
7. Месарци – 1 комбинација од два разреда (II-IV)
8. Суво Село – 1 комбинација од 3 разреда (I, III, IV)
9. Трбушац – 1 чисто одељење – IV/9

## Галерија
- Подручно оделење у Бељину
- Подручно оделење у Драгојевцу
- Подручно оделење у Звезду
- Подручно оделење у Месарцима
- Подручно оделење у Прову
- Подручно оделење у Сувом Селу
- Подручно оделење у Трбушцу